# عاشیق عبدالعلی نوری
عبدالعلی نوری (۱۳ فروردین ۱۳۱۸ – ۹ خرداد ۱۳۸۲) از عاشیق‌های سرشناس ایران بود.

## زندگی و فعالیت هنری
عاشیق عبدالعلی نوری ۱۳ فروردین ۱۳۱۸ در روستای جانانلو ناحیه ارسباران استان آذربایجان شرقی واقع در شمال غرب ایران به دنیا آمد. برخی زادگاه او را روستای مفروضلو گفته‌اند که در حال حاضر سد خدا آفرین آن را غرق کرده و اهالی به جانانلو جابجا شده‌اند. عاشیق عبدالعلی نزد عاشیق خیرالله شاگردی کرد. او سبک نو عاشیق حسین جوان در موسیقی عاشیقی را گسترش داد.
از سال ۱۳۵۵ کنسرت‌های عاشیق عبدالعلی در دانشگاه‌های ایران پا گرفت و او به محافل روشنفکری وابسته شد. حضور عاشیق عبدالعلی، عاشیق حسن اسکندری و عاشیق قشم جعفری در قهوه‌خانه عاشیقلار آن‌جا را به محفل روشنفکری تبریز تبدیل کرد. اوج این پیوند خواندن آواز آراز آراز قان آراز در سال ۱۳۵۶ در دانشگاه صنعتی شریف بود.
این سروده، بعد از غرق شدن صمد بهرنگی، بر مبنای یک افسانه محلی توسط بهمن زمانی ساخته شد و نخستین بار مراد آقایی آن را خواند. وابستگی به دانشگاه و محافل چپ برای عبدالعلی گران تمام شد؛ چرا که در اوضاع سیاسی بعد از انقلاب او را از حرفه عاشیقی منع کردند و دیگر تا زمان مرگ عاشیق در خرداد سال ۱۳۸۲ از او خبر زیادی نبود. با این‌حال مرگ او پوشش خبری تقریباً زیادی داشت.

## نکوداشت
- مراسم بزرگداشت عاشیق عبدالعلی نوری با حضور مدیر اداره کل فرهنگ و ارشاد اسلامی استان و جمعی از هنرمندان استان آذربایجان شرقی، در شهرستان کلیبر برگزار شد. در این مراسم خانواده عاشیق عبدالعلی نوری تعداد چند عدد سکه اهدایی از سوی اداره کل ارشاد اسلامی و فرمانداری و شورای شهر کلیبر را جهت تجهیز دبیرستان روستای جانانلو خداآفرین (زادگاه عاشیق) به رایانه اهدا کردند. همچنین یکی از دوستداران عاشیق نوری قول مساعد در خصوص ساخت یک مدرسه دو کلاسه با نام عاشیق عبدالعلی نوری را در شهرستان خداآفرین داد.[۱۰]
- در سومین جشنواره بین‌المللی موسیقی مقاومت، که با حضور معاون هنری وزارت فرهنگی و ارشاد اسلامی و تنی چند از مدیران و مسئولان موسیقی کشورو با قرائت پیام وزیر فرهنگ و ارشاد اسلامی در تالار وحدت افتتاح شد، گروه عاشیقلار میشو منظومه قهرمانی اجرا کردند. این قطعه بر اساس شعری از عاشیق عبدالعلی نوری است که برای شهید عاشیق بشیر شهریوری سروده‌است. در واقع این مناظره بین این دو عاشیق رخ داده بوده‌است و عاشیق نوری پس از شهادت عاشیق بشیر آن را به شکل مناظره در قالب شعر سروده‌است.[۱۱]

## درگذشت
عاشیق عبدالعلی نوری در خرداد ماه ۱۳۸۲ در شهر تبریز درگذشت.

## نمونه آثار
سعید سلطان‌پور و عاشیق عبدالعلی در تهیهٔ یک کاست موسیقی دو زبانه، بر مبنای سروده‌های بایاتی، همکاری کرده‌اند. این اثر لحنی حماسی دارد و از نمونه‌های جالب موسیقی با تمی سیاسی است. یکی از دو بیتی‌های  این اثر به قرار زیر می‌باشد:
| یاشیل دیر باشین اردک |  | هلا اردک که تاجت نیلگونه    |
| آل دیر قوماشین اردک  |  | پر و بال سفیدت غرق خونه     |
| همیشه جت گزردین      |  | تو با غمخوار خود بودی همیشه |
| هانی یولداشین اردک   |  | چرا تنهایی و بی آشیونه      |

## اطلاعات بیشتر
- عاشیق حسن اسکندری، از سال ۱۳۴۹ تا ۱۳۵۰، با عاشیق عبدالعلی به عنوان قاوال چی (نوازندۀ قاوال) کار می‌کرد.[۱۳] و از شاگردان او به حساب می‌آید.[۱۴]
- عاشیق ایمران حیدری، عاشیق صاحب سبک، که علاوه بر ساخت و آموزش ساز عاشیقی در ترنم نغمه‌های عاشیقی نیز پرتلاش و چهره است، معتقد است که عاشیق عبدالعلی از جمله عاشیق‌های نوآور بود.[۶]